# Even Money
Even Money is een Amerikaanse onafhankelijke film uit 2007 in regie van Mark Rydell.

## Rolverdeling
| Acteur          | Personage         |
| --------------- | ----------------- |
| Nick Cannon     | Godfrey Snow      |
| Ray Liotta      | Tom Carver        |
| Kim Basinger    |                   |
| Carla Gugino    | Veronica          |
| Kelsey Grammer  | Detective Brunner |
| Danny DeVito    | Walter            |
| Forest Whitaker | Clyde Snow        |
| Jay Mohr        | Augie             |
| Tim Roth        | Victor            |